# Zorro (serie televisiva francese)
Zorro è una serie televisiva francese diretta da Émilie Noblet, Jean-Baptiste Saurel.

## Trama
Nel 1820, 20 anni dopo la fine delle intrepide avventure di Zorro, Don Diego de la Vega ha messo da parte il mantello ed è diventato una persona influente a Los Angeles, California. Sposato con Gabriella, succede al padre come sindaco della città, ma si rende presto conto che certe ingiustizie nella comunità potranno essere risolte solo facendo ricomparire il famoso Zorro. La convivenza tra le sue due identità metterà a repentaglio il suo equilibrio mentale e il suo matrimonio. Aiutato dal fedele Bernardo, e affrontando il sergente Garcia, la determinazione di Zorro nel liberare il popolo dal dominio della corona spagnola verrà messa alla prova nel corso di varie avventure.

## Personaggi e interpreti

### Personaggi principali
- Don Diego de la Vega/ Zorro, interpretato da Jean Dujardin.
- Gabriella de la Vega, interpretata da Audrey Dana. La moglie di Don Diego.
- Bernardo, interpretato da Salvatore Ficarra. È il servitore muto di Don Diego.
- Don Alejandro de la Vega, interpretato da André Dussollier. È il padre di Don Diego.
- Sergente Garcia, interpretato da Grégory Gadebois.
- Don Emmanuel, interpretato da Éric Elmosnino.

### Personaggi secondari
- Nakaï, interpretato da Baltasar Spinaci.

## Produzione

### Sviluppo
Da quando il personaggio di Zorro è diventato di pubblico dominio nel 2013, ci sono stati diversi annunci di nuovi film. Il 14 ottobre 2022, France Télévisions annuncia la produzione di una serie su questo personaggio creato nel 1919 da Johnston McCulley (1883-1958) e interpretato al cinema da Douglas Fairbanks a partire dal 1920. Questa volta interpretato dall'attore premio Oscar Jean Dujardin. Il direttore cinematografico di France Télévisions, Manuel Alduy, ha poi dichiarato: “Siamo lieti di collaborare allo sviluppo di questa grande serie di avventure per famiglie“. Accompagna il suo messaggio con una foto di Jean Dujardin con il costume e i baffi di Don Diego de la Vega e, dietro di lui, l'ombra del vigilante mascherato e la famosa “Z” che firma con la punta della spada. La serie è scritta da Benjamin Charbit e Noé Debré. Charbit ammette: “Ho imparato molto mentre scrivevo Zorro. Sono stato in grado di convalidare una serie di teorie per me stesso. La commedia, ad esempio, non esclude la bellezza e la commistione dei generi, anche se l'alchimia non è facile da trovare. In Zorro abbiamo cercato di collegare la commedia al melodramma, il dramma al romanticismo”.
Marc Dujardin, fratello di Jean e presidente della società di produzione Le Collectif 64, promette uno Zorro "leggermente più vecchio e sposato", che non sarà esattamente fedele all'originale Don Diego de la Vega: "Sarà molto europeo, molto spavaldo . […] Il nostro eroe sarà più umano, più tormentato e dovrà confrontarsi con diversi problemi tra cui la questione della coppia che sarà importante”.
A Novembre 2023, Allociné e Ouest-France annunciano che France 2 ha concluso un accordo con la piattaforma di streaming Paramount+.
Eusebio Larrea e Georges Huercano, responsabili della coproduzione presso RTL Belgio , spiegano: “Quando il produttore Marc Dujardin (Collectif 64) e André Logie (Panache Productions) sono venuti a presentarci il progetto più di un anno e mezzo fa, siamo stati subito conquistati. Zorro è un personaggio leggendario ed è molto presente nel cuore dei belgi. Questo è il vero cinema per la televisione. La scrittura e la produzione moderne ci hanno convinto direttamente. Senza dimenticare Jean Dujardin che interpreta uno Zorro esagerato! Abbiamo avuto la possibilità di assistere alle enormi riprese nel cuore delle montagne dell'Alhamilla in Spagna, a pochi minuti da Almería, è stato davvero impressionante e accattivante. Non vediamo l'ora che i telespettatori di RTL TVI scoprano questo ambizioso progetto“. André Logie, produttore belga di Panache Production, confida: “Poter coprodurre una serie così prestigiosa è un sogno d'infanzia per me, perché da giovane guardavo gli episodi di Zorro [interpretato da Guy Williams] su Antenne 2. È un'opportunità e il frutto di un lungo lavoro iniziato più di 20 anni fa. Questa coproduzione è stata possibile grazie a RTL Belgio e Wallimage, che ringrazio profondamente. Sono saliti a bordo molto presto nell'avventura e hanno permesso che la serie fosse ancorata in Belgio. Dopo le riprese in Spagna, tutta la post-produzione sarà effettuata in Belgio”.
La serie è stata prodotta da Émilie Noblet e Jean-Baptiste Saurel ed è costata 24 milioni di euro.

### Cast
Il ruolo di Don Diego de la Vega è interpretato da Jean Dujardin, che torna in televisione più di vent'anni dopo aver recitato nel cortometraggio Un gars, une fille. L'attore ha dichiarato nel 2010 al quotidiano 20 Minutes: “Segretamente, mi piacerebbe interpretare Zorro. Perché è tutto vestito di nero, perché ha la maschera, perché potrei fare scherma e andare a cavallo. Penso che sia il mio ultimo desiderio da bambino. Comunque ho fatto delle cose da bambini, tra l'agente segreto (OSS 117 , ndr), il surfista (Brice de Nice), ma penso che Zorro... ho ancora desideri da bambino del genere, alle panoplie. È un vero prolungamento dell'infanzia che questa vita mi offre”. Jean Dujardin aveva già avuto l'opportunità di realizzare il suo sogno per la prima volta nel 2013 nella serie comica Platane creata da Éric Judor e Hafid F.-Benamar. Fan di Zorro fin da bambino, l'attore precisa ulteriormente: “Ne parlavo da più di dieci anni […] Pensavo che il ruolo si stesse allontanando da me. Allora avevo 40 anni e la cosa divertente è che mi hanno scritto uno Zorro di 50 anni. Non è Zorro Returns, è Zorro Returns!”.
Nel novembre 2023, il sito Allociné e Ouest-France annunciano che François Damiens, André Dussollier e Grégory Gadebois si uniscono a Jean Dujardin nel casting delle serie. Nel cast è presente anche Salvatore Ficarra nel ruolo di Bernardo, il servitore di Don Diego de la Vega.

### Riprese
Nel Novembre 2023, Jean Dujardin pubblica sul suo account Instagram una foto di se stesso nei panni di Don Diego de la Vega, accompagnata dalla didascalia: “Zorro riprese presto“. Il 31 dicembre 2023, l'attore trasmette sul suo account Instagram una breve sequenza video in cui lo vediamo su un cavallo nero, davanti all'ingresso di una hacienda, con la didascalia: “A cavallo 2024! Buon anno nuovo a tutti“. L'addestratore del cavallo è Mario Luraschi, addestratore del film I tre moschettieri: D'Artagnan uscito  2023, e capo degli stuntman di Jappeloup nel 2012, che aveva già lavorato al fianco di Jean Dujardin in Lucky Luke nel 2009. Le riprese si svolgono nel sud della Spagna, nella regione di Almería e della Sierra Alhamilla, in un ambiente sabbioso e montuoso che ricorda il West americano, regione dove Sergio Leone ha girato molti dei suoi western e dove Ridley Scott ha girato Exodus - Dei e re. Sono stati investiti 23 milioni di euro per realizzare i set che comprendevano la cittadina di Los Angeles, un casinò, case di contadini e un villaggio indiano.

## Accoglienza

### Critica
Secondo Le Parisien: “Se inizialmente ci piace questa commedia leggera con i suoi dialoghi spesso assurdi, a volte esilaranti, alcuni duelli con la spada e scene d'azione ben realizzate e un'estetica riuscita, gradualmente ci stanchiamo. E nel corso degli episodi vorremmo qualcos'altro di questa commedia pura, certamente efficace, ma a cui manca lo spessore per funzionare nel tempo”.
Il sito CinéSérie è più entusiasta: “Con molto umorismo e autoironia, Jean Dujardin riporta in vita sullo schermo il mitico Zorro che torna in servizio dopo 20 anni di assenza, con grande piacere degli spettatori”.